# Malhador (ort)
Malhador är en ort i Brasilien.   Den ligger i kommunen Malhador och delstaten Sergipe, i den östra delen av landet, 1 300 km nordost om huvudstaden Brasília. Malhador ligger 263 meter över havet och antalet invånare är 5 574.
Terrängen runt Malhador är platt åt nordost, men åt sydväst är den kuperad. Malhador ligger uppe på en höjd. Närmaste större samhälle är Itabaiana, 13,5 km väster om Malhador.
Omgivningarna runt Malhador är huvudsakligen savann. Runt Malhador är det ganska tätbefolkat, med 139 invånare per kvadratkilometer.